# Chavo Guerrero, Jr.
Chavo Guerrero, Jr. (tên khai sinh là Salvador Guerrero IV, sinh ngày 20 tháng 10 năm 1970) là đô vật thuộc thế hệ đô vật chuyên nghiệp Mỹ thứ ba và là thành viên của gia đình đô vật nổi tiếng Guerrero.
Anh là cháu của Gory Guerrero; con trai của Chavo Guerrero.Sr.; cháu trai của Eddie Guerrero, Hector Guerrero, Mando Guerrero và Enrique Llanes; và là em họ của Javier Llanes and Hector Mejia. Anh hiện đang thi đấu cho thể loại SmackDown! của công ty World Wrestling Entertainment, và từng giữ đai WWE Cruiserweight Championship. Ngày 22/7/2007 tại The Great American Bash Chavo đã để mất đai về tay Hornswoggle
Dứt điểm:Grory bomb